# Два гуртовщика
«Два гуртовщика» (англ. The Two Drovers) — новелла британского писателя Вальтера Скотта, впервые опубликованная в 1827 году в составе сборника «Кэнонгейтские хроники».

## Сюжет и история текста
Действие новеллы происходит в конце XVIII века. Два друга гонят свой скот из Шотландии в Англию на продажу. В пути между ними происходит ссора, один гуртовщик убивает другого, а потом его вешают по приговору суда.
«Два гуртовщика» были впервые опубликованы в конце 1827 года в составе двухтомного сборника «Кэнонгейтские хроники», куда вошли также новеллы «Вдова горца» и «Дочь врача». Это было первое издание прозаических произведений Вальтера Скотта, подписанное его именем. При этом Скотт в предисловии приписывает авторство некой миссис Бетьюн Бэлиол, которая перед смертью якобы передала рукописи своему другу, Кристэлу Крофтэнгри. Известно, что сюжет «Двух гуртовщиков» основан на истории, услышанной Скоттом от Джорджа Констебла.
Критики положительно отзывались о всех трёх новеллах. При этом звучало мнение, что у «Двух гуртовщиков» слишком низменный сюжет. Издатель Джеймс Баллантайн, прочитав этот рассказ в рукописи, отозвался о нём критически, и Скотт на это ответил: «Вообще-то я не очень упрям, но в этом случае хочу проявить упрямство». В своём дневнике автор написал: «Мои „Гуртовщики“ не понравились Джеймсу Баллантайну. Но они пойдут в печать. Пусть иногда будет по-моему!».
Биограф Скотта Х. Пирсон считает «Двух гуртовщиков», как и остальные части «Кэнонгейтских хроник», интересными в первую очередь с биографической точки зрения: они показывают, что после разорения Скотта стали интересовать не характеры, а «психологические состояния» героев. При этом «Гуртовщиков» он охарактеризовал как «блестящую новеллу, одну из лучших в англоязычных литературах».